# Монголске инвазије на Грузију
Монголска освајања Краљевине Грузије, која се у то време састојала од саме Грузије, Јерменије и већег дела Кавказа, укључивала су вишеструке инвазије и нападе великих размера током 13. века. Монголско царство се први пут појавило на Кавказу 1220. године када су генерали Субудај и Џебе прогонили Мухамеда II током уништења Хорезмијског царства. После низа препада у којима су победили комбиновану грузијску и јерменску војску, Субудај и Џебе су наставили на север да нападну Кијевску Русију.
Монголско освајање пуних размера Кавказа и источне Анадолије почело је 1236. године, у коме су Краљевина Грузија, Султанат Рум и Трапезунтско царство били потчињени, јерменско краљевство Киликија и друге крсташке државе добровољно су прихватиле монголски вазализам, а Асасини су елиминисани. Монголска власт на Кавказу трајала је до касних 1330-их. Током тог периода, краљ Гиорги V од Грузије је обновио краљевство Грузију на кратко време пре него што се коначно распало услед Тамерланових инвазија на Грузију.

## Почетни напади
Монголи су се први пут појавили у грузијским поседима када је ово краљевство још било у зениту, доминирајући већим делом Кавказа. Први контакт догодио се рано у јесен 1220, када је око 20.000 Монгола предвођених Субудајем и Џебеом прогонило збаченог шаха Мухамеда II из династије Ануштегинида (Хорезмијска династија) до Каспијског мора. Уз сагласност Џингис-кана, два монголска генерала су кренула на запад у извиђачку мисију. Упали су у Јерменију, тада под грузијском влашћу, и поразили око 10.000 Грузијаца и Јермена којима су командовали грузијски краљ Гиорги IV „Лаша“ и његов атабег (тутор) и амирспасалар (главнокомандујући) Иван Мхаргдзели у бици код Кунана на реци Котман. Гиорги је био тешко рањен у груди. Монголски заповедници, међутим, нису могли да напредују даље на Кавказ у то време због захтева рата против Хорезмијског царства, па су се вратили на југ у Хамадан. Након што је хорезмијски отпор био готово угушен, Монголи су се опоравили јануара 1221. Иако краљ Гиорги у почетку није био вољан да води битку након свог претходног пораза, Џебе и Субудај су га приморали да предузме акцију тако што су пустошили села и убијали народ. Битка која је уследила код Бардава (Пардав; данашња Барда, Азербејџан) била је још једна одлучујућа победа Монгола, која је уништила грузијску војску. Монголи су дошли као мала извиђачка и пљачкашка експедиција, а не као освајачка војска. Затим су Монголи кренули на север, пљачкајући североисточну Јерменију и Ширван на путу. То их је одвело кроз Кавказ у Аланију и јужноруске степе где су Монголи разбили руско - куманске војске у бици на реци Калки (1223).
Ови изненадни напади довели су Грузијце у забуну у погледу идентитета њихових нападача: запис једног савременог хроничара указује да он није свестан природе нападача и да их не помиње по имену. Године 1223, када су Монголи наизглед одложили своје планове у вези са Грузијом, сестра краља Гиоргија IV и наследница краљице Русудан написала је у писму папи Хонорију III да су Грузијци претпоставили да су Монголи хришћани јер су се борили против муслимана, али се испоставило да су  пагани. Инвазија Монгола је такође ненамерно променила судбину Петог крсташког рата. Грузија је планирала да пошаље своју сјајну војску да отвори други фронт на северу у исто време када су европски крсташи напали са запада. Пошто су Монголи уништили грузијску војску, нису им могли помоћи, а европски крсташи су провели критично време чекајући неактивно своје савезнике који никада нису стигли.
Током инвазије на Трансоксанију (Централна Азија) 1219. године, Џингис-кан је користио кинеске катапулте у борби, поново су коришћени 1220. године у Трансоксанији. Кинези су можда користили катапулте за бацање барутних бомби, пошто су их до тада већ имали. У инвазији Монгола на Северни Кавказ 1239-1240, кинеско оружје је поново коришћено.

## Монголско освајање саме Грузије
Трећа и последња инвазија Монгола на Кавказ догодила се 1236. године. Овој офанзиви, која је довела до пропасти Грузије, претходио је разорни сукоб са Џалал ад-Дин Мингбурнуом, избегличким шахом из Хорезмије, који је 1225. захтевао да грузијска влада подржи његов рат против Монгола. Услед хорезмијског напада, Тбилиси је заузет 1226. године, а велики део некадашње снаге и просперитета Краљевине Грузије је уништен, остављајући земљу углавном беспомоћном пред предстојећим монголским освајањима.
Након смрти Мингбурнуа 1231 (Хорезмијска династија), руке Монгола су коначно биле слободне и истакнути монголски командант Чормакан је 1236. повео велику војску против Грузије и њених вазалних јерменских кнежевина. Већина грузијских и јерменских племића, који су држали војне положаје дуж пограничних области, покорили су се без икаквог озбиљног противљења или су свој отпор ограничили на своје замкове, док су други радије побегли у сигурнија подручја. Краљица Русудан је морала да евакуише Тбилиси за Кутаиси а неки људи су отишли у планински део Грузије, остављајући источну Грузију (непланински део) у рукама атабека Авага Мхаргдзелија и Егарслана Бакурцихелија, који су склопили мир са Монголима и пристали да им плаћају данак. Једини грузијски велики племић који је пружио отпор био је Иван Џакели-Цихисјврели, принц од Самцхеа. Његови велики поседи били су страшно опустошени, а Иван је коначно морао да се, уз сагласност краљице Русудан, потчини освајачима 1238. године. Монголске војске су одлучиле да не пређу планински ланац Лихи у потеру за грузијском краљицом, остављајући западну Грузију релативно поштеђену дивљања. Русудан је покушала да добије подршку папе Гргура IX, али без успеха. Атабек Аваг је организовао њено потчињавање 1243. године, а Грузија је званично признала Великог кана за свог господара. Земља је била принуђена да плаћа годишњи данак од 50.000 златника и војском подржава Монголе.

## Монголска владавина
Монголи су створили Гурџистански вилајет, који је обухватао Грузију и цео Јужни Кавказ, где су владали посредно, преко грузијског монарха, кога је потврдио Велики кан. Смрћу Русудане 1245. године, почео је период током којег су Монголи поделили Кавказ на осам тумена. Искоришћавајући компликовано питање сукцесије, Монголи су грузијске племиће поделили на две супарничке странке, од којих је свака заступала свог кандидата за круну. То су били Давид VII „Улу“, ванбрачни син Гиоргија IV, и његов рођак Давид VI „Нарин“, син Русуданин. После неуспешне завере против монголске владавине у Грузији (1245), Гујук кан је 1247. поставио оба претендента за ко-краљеве, у источним и западним деловима краљевства. Систем тумена је укинут, али су Монголи пажљиво пратили грузијску администрацију како би обезбедили сталан прилив пореза и данка од поданичких народа, који су такође били присиљени да служе у монголским војскама. Грузијци су учествовали свим великим походима Илканата, а синови аристократа су служили у кешигу (краљевској гарди).
Велики грузијски контингенти борили су се под монголским заставама код Аламута (1256), Багдада (1258), Ајн Џалута (1260) и другде, изгубивши десетине хиљада војника, док су Грузија, и Кавказ уопште, остали без домаћих бранилаца против монголских снага послатих да сузбију спонтане побуне које су избиле у знак протеста због великих пореза и тешког терета војне службе. Иронично, у бици код Кесе Дага (1243), где су Монголи разбили Селџуке из Рума, најмање три хиљаде грузијских помоћника борило се у монголским редовима, док је грузијски принц Шамадавле од Ахалцихеа био командант селџучке војске. Према путописцу Бенедикту од Пољске, неки Грузијци који су живели под Монголима били су прилично поштовани јер су сматрани јаким и ратоборним народом.
Године 1256, Грузија је стављена под монголско царство Илканат, са центром у Персији (Иран). У периоду 1259–1260, грузијски племићи, предвођени Давидом Нарином, устали су против Монгола и успели да одвоје Имеретију (западну Грузију) од источне Грузије коју су контролисали Монголи. Давид Улу је одлучио да се придружи свом рођаку у побуни, али је поражен код Горија и поново је био приморан да се потчини монголској власти. Почевши од 1261. године, Кавказ је постао поприште низа сукоба између Ил-Канида и другог монголског царства Златне хорде са средиштем у доњој Волги са престоницом у Сарају.
Јединство Грузије је разбијено; племићи су били охрабрени да устану против круне што је природно олакшало монголску контролу над земљом. Године 1266, принц Саргис Јакели од Самцхеа (са престоницом Ахалцихе) добио је посебну заштиту и покровитељство од стране Абака-кана, чиме је изборио независност од грузијске круне. Следећи (источни) грузијски краљ Деметријус II, „Посвећени“ (1259–1289), маневрисањем у интригама које су поделиле Ил-канове, покушао је да оживи своју земљу, али је осумњичен за неуспели пуч против Аргун-кана, он је, да спасе Грузију од инвазије, пристао на предају и био погубљен. Тада је краљевство пало скоро у анархију. Док је западна Грузија задржала опасну независност од Илкана, источна Грузија је патила и од великих пореза и од нестабилне политичке ситуације. У верским питањима Монголи су углавном били толерантни иако су многе цркве и манастири били опорезовани. Устанак Давида VIII (1292–1310), иако дуготрајан, није довео до ослобођења Грузије, али је подстакао низ разорних казнених експедиција. Монголи су покушали да задрже контролу над земљом уздизањем и рушењем ривалских монарха и подстицањем грађанских сукоба, али је њихов утицај на Грузију постепено слабио распадом моћи Ил-кана у Персији.

## Оживљавање и колапс краљевине Грузије
Постојао је кратак период поновног окупљања и препорода под Гиоргиом V Бриљантним (1299–1302, 1314–1346). Уз подршку Чупана, улус-бега из Илканата, Гиорги је елиминисао своје домаће противнике који су остали независни од грузијске круне. Гиорги V је освојио Имеретију, ујединивши читаво Грузијско краљевство пре смрти последњег ефективног Илкана Абу Саида. 1319. Гиорги и Монголи су угушили побуну Илканидског гувернера Грузије, Курумшија. Вероватно због унутрашњих сукоба између монголских каната и илканидских генерала, скоро све монголске трупе у Грузији су се повукле 1320-их. Илкан Абу Саид (умро 1335.) ослободио је неке округе Грузије од свих врста пореза. У писму из 1321. године, епископ Авињона помиње расколнике (Грузије) који су део Татарског царства (Илканат).
Године 1327. у Персији се догодио најдраматичнији догађај владавине Ил-кана Абу Саида, а то је немилост и погубљење некада свемоћног министра Чупана. Ово је био тежак ударац за Гиоргија, који је изгубио свог покровитеља на монголском двору. Чупановог сина Махмуда, који је командовао монголским гарнизоном у Грузији, његове трупе су ухапсиле и погубиле. Касније је Икбалшах, син Кутлугшаха, постављен за монголског гувернера Грузије (Гурџистана). Године 1330-1331, Гиорги V је анектирао Имеретију, уједињујући целу Грузију у том процесу. Дакле, четири године пре смрти Илкана Абу Саида, два краљевства Грузије су се поново ујединила. Године 1334. Абу Саид је место гувернера Илканида у Грузији дао шејху Хасану из Џалаира.
Пре Тимурида, већи део бивших вазала Краљевине Грузије је још увек био под монголским Џалаиридима и Чобанидима. Осам налета турко-монголског освајача Тамерлана између 1386. и 1403. године задало је велики ударац грузијском краљевству. Њено јединство је коначно разбијено и до 1491. Грузија је била разбијена на низ ситних краљевстава и кнежевина, које су се током раног модерног периода бориле да одрже своју независност против Сафавидске и османске доминације све док Грузија није коначно припојена Руском царству 1801.